# Saïd Hamulić
Saïd Hamulić (Leiderdorp, 12 novembre 2000) è un calciatore olandese naturalizzato bosniaco, attaccante del Volo, in prestito dal Tolosa, e della nazionale bosniaca.

## Carriera

### Club
Cresciuto nei settori giovanili di alcune squadre olandesi, tra cui il Go Ahead Eagles, nel febbraio del 2021 viene tesserato dalla squadra lituana del DFK Dainava. In precedenza aveva svolto dei provini con Huddersfield Town e Braga, ed era anche stato vicino a firmare con i gallesi dell'Airbus UK Broughton. Nella sua prima stagione in un campionato europeo, si mette in mostra realizzando 16 gol in 38 gare giocate tra campionato e coppa nazionale.
Nel febbraio del 2022 viene ceduto in prestito ai bulgari del Botev Plovdiv, che viene interrotto dopo un mese. Sempre nel mese di marzo viene nuovamente girato in prestito, sempre in Lituania, questa volta al Sūduva.
Rientrato alla base nel mese di giugno, il 12 luglio viene prestato con obbligo di riscatto ai polacchi dello Stal Mielec.
Il 24 gennaio 2023, dopo che lo Stal aveva esercitato il diritto di riscatto, viene acquistato dal Tolosa in Ligue 1, con cui vince la Coppa di Francia.
Il 18 luglio 2023 viene ceduto in prestito al Vitesse.
Il 31 gennaio 2024, dopo avere trovato poco spazio in terra olandese, il prestito viene rescisso e, contestualmente, viene ceduto in prestito al Lokomotiv Mosca.
Il 24 luglio 2024 viene ceduto in prestito al Widzew Łódź.

### Nazionale
Nel 2023 sceglie di rappresentare la Bosnia ed Erzegovina, nazionale delle sue origini, da cui viene convocato per la prima volta il 31 maggio 2023.

## Statistiche

### Presenze e reti nei club
Statistiche aggiornate al 30 giugno 2023.
| Stagione        | Squadra         | Campionato      | Campionato | Campionato | Coppe nazionali | Coppe nazionali | Coppe nazionali | Coppe continentali | Coppe continentali | Coppe continentali | Altre coppe | Altre coppe | Altre coppe | Totale | Totale |
| Stagione        | Squadra         | Comp            | Pres       | Reti       | Comp            | Pres            | Reti            | Comp               | Pres               | Reti               | Comp        | Pres        | Reti        | Pres   | Reti   |
| --------------- | --------------- | --------------- | ---------- | ---------- | --------------- | --------------- | --------------- | ------------------ | ------------------ | ------------------ | ----------- | ----------- | ----------- | ------ | ------ |
| 2021            | DFK Dainava     | A               | 36         | 16         | CL              | 2               | 0               | -                  | -                  | -                  | -           | -           | -           | 38     | 16     |
| feb.-mar. 2022  | Botev Plovdiv   | PL              | 0          | 0          | CB              | -               | -               | -                  | -                  | -                  | -           | -           | -           | 0      | 0      |
| mar.-giu. 2022  | Sūduva          | A               | 13         | 6          | CL              | 1               | 1               | UECL               | -                  | -                  | SL          | -           | -           | 14     | 7      |
| 2022-gen. 2023  | Stal Mielec     | EK              | 17         | 9          | CP              | 2               | 0               | -                  | -                  | -                  | -           | -           | -           | 19     | 9      |
| gen.-giu. 2023  | Tolosa          | L1              | 6          | 0          | CF              | 3               | 0               | -                  | -                  | -                  | -           | -           | -           | 9      | 0      |
| Totale carriera | Totale carriera | Totale carriera | 72         | 31         |                 | 8               | 1               |                    | -                  | -                  |             | -           | -           | 80     | 32     |

### Cronologia presenze in nazionale
| Cronologia completa delle presenze e delle reti in nazionale ― Bosnia ed Erzegovina | Cronologia completa delle presenze e delle reti in nazionale ― Bosnia ed Erzegovina | Cronologia completa delle presenze e delle reti in nazionale ― Bosnia ed Erzegovina | Cronologia completa delle presenze e delle reti in nazionale ― Bosnia ed Erzegovina | Cronologia completa delle presenze e delle reti in nazionale ― Bosnia ed Erzegovina | Cronologia completa delle presenze e delle reti in nazionale ― Bosnia ed Erzegovina | Cronologia completa delle presenze e delle reti in nazionale ― Bosnia ed Erzegovina | Cronologia completa delle presenze e delle reti in nazionale ― Bosnia ed Erzegovina |
| Data                                                                                | Città                                                                               | In casa                                                                             | Risultato                                                                           | Ospiti                                                                              | Competizione                                                                        | Reti                                                                                | Note                                                                                |
| ----------------------------------------------------------------------------------- | ----------------------------------------------------------------------------------- | ----------------------------------------------------------------------------------- | ----------------------------------------------------------------------------------- | ----------------------------------------------------------------------------------- | ----------------------------------------------------------------------------------- | ----------------------------------------------------------------------------------- | ----------------------------------------------------------------------------------- |
| 17-6-2023                                                                           | Lisbona                                                                             | Portogallo                                                                          | 3 – 0                                                                               | Bosnia ed Erzegovina                                                                | Qual. Euro 2024                                                                     | -                                                                                   | 71’                                                                                 |
| 20-6-2023                                                                           | Zenica                                                                              | Bosnia ed Erzegovina                                                                | 0 – 2                                                                               | Lussemburgo                                                                         | Qual. Euro 2024                                                                     | -                                                                                   | 45’                                                                                 |
| 8-9-2023                                                                            | Zenica                                                                              | Bosnia ed Erzegovina                                                                | 2 – 1                                                                               | Liechtenstein                                                                       | Qual. Euro 2024                                                                     | -                                                                                   | 90+3’                                                                               |
| 16-10-2023                                                                          | Zenica                                                                              | Bosnia ed Erzegovina                                                                | 0 – 5                                                                               | Portogallo                                                                          | Qual. Euro 2024                                                                     | -                                                                                   | 65’                                                                                 |
| 16-11-2023                                                                          | Lussemburgo                                                                         | Lussemburgo                                                                         | 4 – 1                                                                               | Bosnia ed Erzegovina                                                                | Qual. Euro 2024                                                                     | -                                                                                   | 79’                                                                                 |
| 19-11-2023                                                                          | Zenica                                                                              | Bosnia ed Erzegovina                                                                | 1 – 2                                                                               | Slovacchia                                                                          | Qual. Euro 2024                                                                     | -                                                                                   | 87’                                                                                 |
| Totale                                                                              |                                                                                     | Presenze                                                                            | 6                                                                                   |                                                                                     | Reti                                                                                | 0                                                                                   |                                                                                     |

## Palmarès

### Club

#### Competizioni nazionali
- Coppa di Francia: 1

Tolosa: 2022-2023